# Vicenta Moguel
Vicenta Antonia Moguel Elguezábal (Azcoitia, 1782 - Abando, 1854) fue la primera escritora en euskera, la primera en publicar fábulas en euskera y la primera autora de la literatura infantil juvenil en euskera. En el País Vasco es conocida como Bizenta Mogel Elgezabal.

## Biografía
Nació en 1782 en Azkoitia, País Vasco. Era muy joven cuando murió su padre y se trasladó con su hermano Juan José a vivir a Markina con su tío, el cura y escritor Juan Antonio Moguel. Su tío les enseñó a leer y a escribir en latín, en euskera y en castellano y fomentó su interés por la literatura y las fábulas.
Moguel fue profesora en la Sociedad Vascongada de Amigos del País, se le atribuye el mérito de ser la primera mujer en escribir en euskera en un momento en que la mayoría de las mujeres no sabía leer ni escribir y se vio obligada a dar explicaciones sobre su condición de mujer alfabetizada y escritora.

## Obra
En el año 1804 publicó Ipui onac (Las buenas historias) una traducción en prosa al euskera de una cincuentena de fábulas de Esopo en latín y otras ocho fábulas en verso de su tío Juan Antonio, que añadió al final del libro. Moguel tenía 22 años y acababa de fallecer su tío Juan Antonio. La traducción se reimprimió en Euskal-zale de Bilbao (1899) y en Euskal-Esnalea (1912).
Otro texto, titulado Adigarria, precede a las fábulas de su tío, y el libro termina con un léxico dividido en dos secciones, una para sus fábulas y otra para las de su tío. El trabajo fue bien recibido y reimpreso varias veces.
Escribió otras obras como Gabonetaco cantia Bizkaitar guztientzat (Canción de Navidad para toda Bizkaia) (1819) y una canción recogida en la antología de Mahn. En el año 1820 tradujo al euskera la Carta Pastoral del Primado de España con el título de Espaiña-ko Gotzai-buruaren Artzai idazkia (1820). También fue una destacada colaboradora en la corrección de los textos del alavés José Pablo Ulibarri.
También es autora de otros textos, como la dedicatoria a don Víctor Munibe y Aranguren y el prólogo al lector vasco. Algunas de sus fábulas fueron recogidas en el Cancionero (1880) de Manterola, así como en varios periódicos de la época.

### Estilo literario
Su estilo literario inculcado por su tío era limpio, culto, pero entendible. El resurgimiento del género de las fábulas coincidió con una disminución de la influencia de las historias tradicionales de la Iglesia Católica. En general, las fábulas con un punto de vista moral se convirtieron en el material de lectura más adecuado para la infancia. Tras las fábulas Moguel escribía comentarios comprometidos, insistiendo en las relaciones entre los señores y campesinos, pidiendoles generosidad y docilidad. No hay que olvidar que en aquella época la mayoría de los campesinos eran pobres y la división social y política estallaba en revueltas, motines y guerras.

### Pionera de la escritura en euskera
Moguel fue la primera mujer en escribir en euskera y la única escritora de la literatura vasca antigua. Reconocía su atrevimiento por ser escritora y sabía que muchos lectores se preguntaban por qué no se dedicaba a otras labores más adecuadas para una mujer. Pero ella se crio en una casa de alto nivel cultural y fue su tío quien le enseñó el latín y la animó a escribir. Moguel conoció personalmente y sostuvo correspondencia en 1805 con el ilustrado José Vargas Ponce, amigo de su tío.

## Vida personal
Se casó con Eugenio Basozabal y murió en Abando en 1854 a los 72 años. Bizenta Mogel

## Premios y reconocimientos

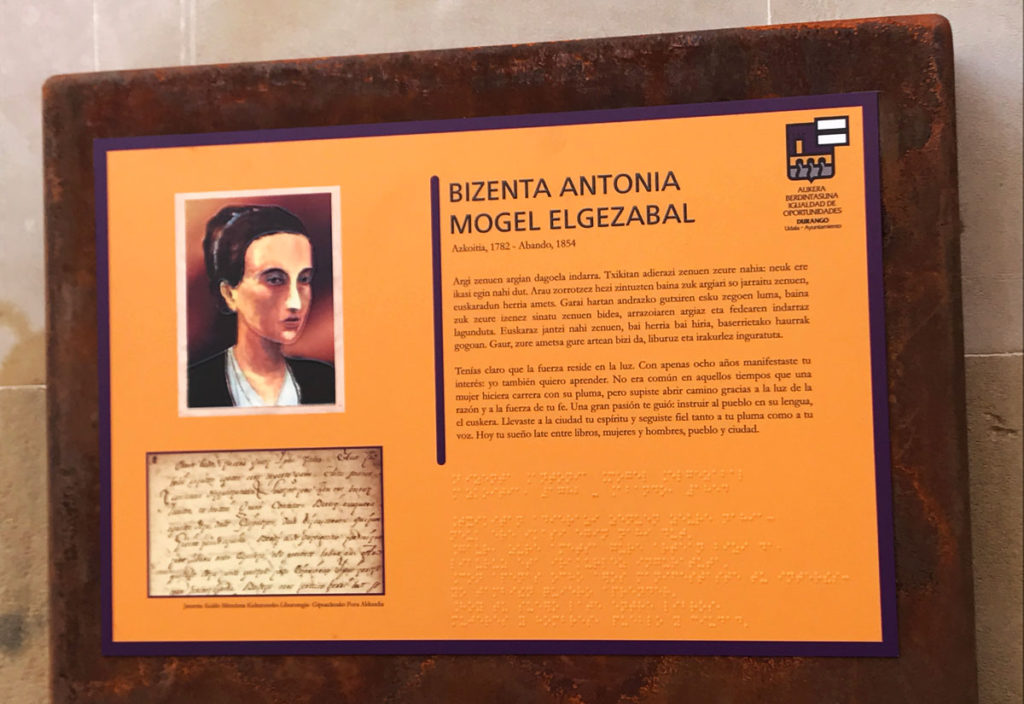
Placa en la Biblioteca de Durango.

- 2017 La biblioteca de Durango lleva su nombre a propuesta de la asociación feminista Andereak en el Consejo de Igualdad para visibilizar a las mujeres en los espacios públicos de Durango.[1][6]
- 2019 Un parque de Markina-Xemein lleva su nombre.[7]
- Una calle del barrio donostiarra de Intxaurrondo lleva su nombre.[8]
- Una calle de Vitoria lleva su nombre.[9]
- Aparece en la lista de personas famosas de Azkoitia y una calle lleva su nombre.